# سلامية الرأس
سلامية الرأس (الاسم العلمي:†Phalangocephalus) هي جنس منقرض من ثلاثيات الفصوص يتبع فصيلة الدالمانيات من رتبة نظيرات عدسيات العيون.